# Tanah Pilih (Banyuasin II)
Tanah Pilih is een bestuurslaag in het regentschap Banyuasin van de provincie Zuid-Sumatra, Indonesië. Tanah Pilih telt 626 inwoners (volkstelling 2010).